# Kindred of the Dust
Kindred of the Dust is een Amerikaanse dramafilm uit 1922 onder regie van Raoul Walsh. Het scenario is gebaseerd op de gelijknamige roman uit 1922 van de Amerikaanse auteur Peter B. Kyne.

## Verhaal
Als Nan erachter komt dat haar man een bigamist is, keert ze samen met haar kind terug naar haar geboortestad. Behalve haar jeugdliefde Donald behandelt iedereen haar daar als een paria. Aanvankelijk wordt hun relatie tegengewerkt door zijn ouders. Donald moet later het bed houden en omdat Nan hem tijdens zijn ziekte verzorgt, krijgen ze uiteindelijk toch de toestemming om te trouwen.

## Rolverdeling
| Acteur              | Personage         |
| ------------------- | ----------------- |
| Miriam Cooper       | Nan               |
| Ralph Graves        | Donald McKaye     |
| Lionel Belmore      | Landheer van Tyee |
| Eugenie Besserer    | Mevrouw McKaye    |
| Maryland Morne      | Jane McKaye       |
| Elizabeth Waters    | Elizabeth McKay   |
| William J. Ferguson | Mijnheer Daney    |
| Caroline Rankin     | Mevrouw Daney     |
| Patrick Rooney      | Dan O'Leary       |
| John Herdman        | Caleb Brent       |
| Bruce Guerin        | Kleine Donald     |